# Гальвор Егнер Гранеруд
Гальвор Егнер Гранеруд (норв. Halvor Egner Granerud) — норвезький стрибун з трампліна, призер чемпіонату світу, чемпіон та призер чемпіонату світу з польотів на лижах.
Срібну медаль чемпіонату світу Гранерд виборов у змаганні змішаних команд на нормальному трампліні на світовій першості 2021 року, що проходила в німецькому Оберстдорфі.